# أحمد صبرة
أحمد صبرة (11 سبتمبر 1911 - 19 ديسمبر 1976) ملحن مصري.

## مسيرته
أحد أبرع العازفين على آلة القانون. من مواليد مدينة الإسكندرية في 11 سبتمبر 1911، وهو والد زوجة الفنان إسماعيل شبانة. عمل ملحنًا ومطربًا في كازينو بديعة مصابني.
اعتمد بالإذاعة المصرية كملحن، ولحًّن لأغلب المطربين والمطربات في عصره، منهم: محمد قنديل، وليلى مراد، وهدى سلطان، وعبد الحليم حافظ، وشهرزاد، وشفيق جلال، وإسماعيل شبانة وفيفي ماهر، وسميحة مراد.
كان بارعا في تلحين الأعمال الاستعراضية، واشتهر بتلحين معظم الاستعراضات للفنانة ببا عز الدين. اشتهر أيضاً بتلحين المونولوجات والديالوجات في السينما المصرية، وكتب الموسيقى التصويرية والألحان لما يقرب من 33 (37) عملا سينمائيا.
لحّن صبره للإذاعة المصرية مجموعة من الأعمال لركن الريف كان من بينها الصورة الغنائية «عيد البرتقال» من كلمات طاهر أبو فاشة وإخراج فوزية المولد.

## أشهر الأغاني
«أه ياني» ليلى مراد - «حكاية الهوى» هدى سلطان - «هنا رَوض غرامُنا»، و«فات الربيع» عبد الحليم حافظ - «إن جيتنا يا جميل» محمد قنديل.
كما لحّن لصهره الفنان إسماعيل شبانة عدداً كبيراً من الأغاني، منها: «المشمش»، و«أحلام الجزيرة»، و«مظلوم يا غرام»، و«ناداني الليل».

## موسيقى تصويرية للأفلام
المعلم بحبح (1953) - وراء الستار (1937) - أنا طبعي كده (1938) - لعبة الست (1946) موسيقى الرقصات.

## موسيقى استعراضات
بابا أمين (1950) تلحين استعراض الغوازي - أديني عقلك (1952) تلحين استعراض الشماسي.

## ألحان أغاني الأفلام (45 فيلم)
الرياضي (1937) - أنا بنت ناس (1951) - كأس العذاب (1952) - الأستاذة فاطمة (1952) - الأسطى حسن (1952) - لسانك حصانك (1953) - دهب (1953) - الحموات الفاتنات (1953) - دستة مناديل (1954) - أربع بنات وضابط (1954) - رنة الخلخال (1955) - امتثال (1972)

## صورته في الإعلام
أدى دوره الممثل صبري عبد المنعم في مسلسل العندليب حكاية شعب.

## وصلات خارجية
- أحمد صبرة على موقع الدهليز
- أحمد صبرة على موقع قاعدة بيانات الأفلام العربية

https://dhliz.com/artist/9E2hVfQ-Zy4/ أحمد صبرة (ملحن)
https://www.sama3y.net/forum/showthread.php?p=749552 أحمد صبرة (ملحن)
https://www.imdb.com/name/nm10073785/?ref_=nv_sr_srsg_0 أحمد صبرة (ملحن)
https://karohat.com/Person/6408718b-5bc1-472c-846a-115bcd3b88f6 أحمد صبرة (ملحن)